# 936 (numero)
Novecentotrentasei (936) è il numero naturale dopo il 935 e prima del 937.

## Proprietà matematiche
- È un numero pari.
- È un numero composto con 24 divisori: 1, 2, 3, 4, 6, 8, 9, 12, 13, 18, 24, 26, 36, 39, 52, 72, 78, 104, 117, 156, 234, 312, 468, 936 . Poiché la somma dei suoi divisori (escluso il numero stesso) è 1794 > 936, è un numero abbondante.
- È un numero semiperfetto in quanto pari alla somma di alcuni (o tutti) i suoi divisori.
- È un numero ottagonale.
- È un numero odioso.
- È un numero palindromo nel sistema posizionale a base 5 (12221), in quello a base 35 (QQ). In quest'ultima base è altresì un numero a cifra ripetuta.
- È un numero pratico.
- È un numero intoccabile.
- È un numero rifattorizzabile in quanto divisibile per il numero dei propri divisori.
- È un numero di Harshad nel sistema numerico decimale.
- È parte delle terne pitagoriche (75, 936, 939), (273, 936, 975), (310, 936, 986), (352, 936, 1000), (360, 864, 936), (390, 936, 1014), (702, 936, 1170), (798, 936, 1230), (845, 936, 1261), (936, 1127, 1465), (936, 1190, 1514), (936, 1248, 1560), (936, 1377, 1665), (936, 1755, 1989), (936, 1920, 2136), (936, 2002, 2210), (936, 2623, 2785), (936, 2730, 2886), (936, 2970, 3114), (936, 4002, 4110), (936, 4160, 4264), (936, 4515, 4611), (936, 5577, 5655), (936, 6048, 6120), (936, 8085, 8139), (936, 8398, 8450), (936, 9102, 9150), (936, 12150, 12186), (936, 13673, 13705), (936, 16835, 16861), (936, 18240, 18264), (936, 24327, 24345), (936, 27370, 27386), (936, 36498, 36510), (936, 54752, 54760), (936, 73005, 73011), (936, 109510, 109514), (936, 219023, 219025).

## Astronomia
- 936 Kunigunde è un asteroide della fascia principale del sistema solare.
- NGC 936 è un galassia lenticolare della costellazione della Balena.

## Astronautica
- Cosmos 936 è un satellite artificiale russo.